# Mazaugues
Mazaugues – miejscowość i gmina we Francji, w regionie Prowansja-Alpy-Lazurowe Wybrzeże, w departamencie Var.
Według danych na rok 1990 gminę zamieszkiwało 461 osób, a gęstość zaludnienia wynosiła 9 osób/km² (wśród 963 gmin regionu Prowansja-Alpy-W. Lazurowe Mazaugues plasuje się na 498. miejscu pod względem liczby ludności, natomiast pod względem powierzchni na miejscu 145.).